# Chiesa di San Giovanni Battista (Sestola)
La chiesa di San Giovanni Battista di Roncoscaglia è un edificio sacro di origine tardo medievale situato nella frazione di Sestola (comune montano dell'Appennino Tosco-emiliano), conosciuta come Roncoscaglia.

## Storia
A partire dal XII secolo sino agli inizi del XV, il territorio del Frignano fu al centro di una serie di lotte di conquista: questi continui scontri videro affrontarsi gli Estensi e alcune importanti famiglie residenti, tra le quali, in particolare, i Montegarullo.
La dinastia dei Montegarullo, in particolare grazie al suo capostipite Nereo (o Neri), ottenne nel 1323 con la Pace del Frignano molte terre, un tempo possedimenti della famiglia Montecuccoli.
Con il ritorno al potere degli Estensi sul Frignano, Nereo si sottomise a questi ultimi, ottenendo il riconoscimento della potenza dei Montegarullo, a quali furono riservati importanti uffici nel governo del Frignano.
Tuttavia, le poche informazioni riguardanti il castello di Roncoscaglia sono legate alle vicende del nipote di Nereo: Obizzo di Montegarullo (chiamato nelle fonti scritte del tempo anche Opizio o Opizo).
Obizzo fu un abile e astuto condottiero di ventura, ambizioso e senza scrupoli, ricordato ancora oggi per la sua crudeltà.
Dopo aver combattuto una serie di battaglie che lo videro dapprima al fianco degli Estensi e successivamente contro di loro, e avendo perso nel corso di queste lotte gran parte dei suoi possedimenti, nel 1408 cedette le ultime tre fortezze rimastegli (Monteobizzo, Montebonello e Miceno) al marchese Nicolò III d’Este.

Secondo gli studiosi, il castello di Roncoscaglia sarebbe stato distrutto intorno al 1406 e, per evitare la sua ricostruzione (come era già avvenuto nel 1240, in seguito alla distruzione della prima fortezza di Roncoscaglia ad opera dei modenesi) e l’insediamento di un nuovo signore, lo stesso anno sulle rovine fu edificata una chiesa.

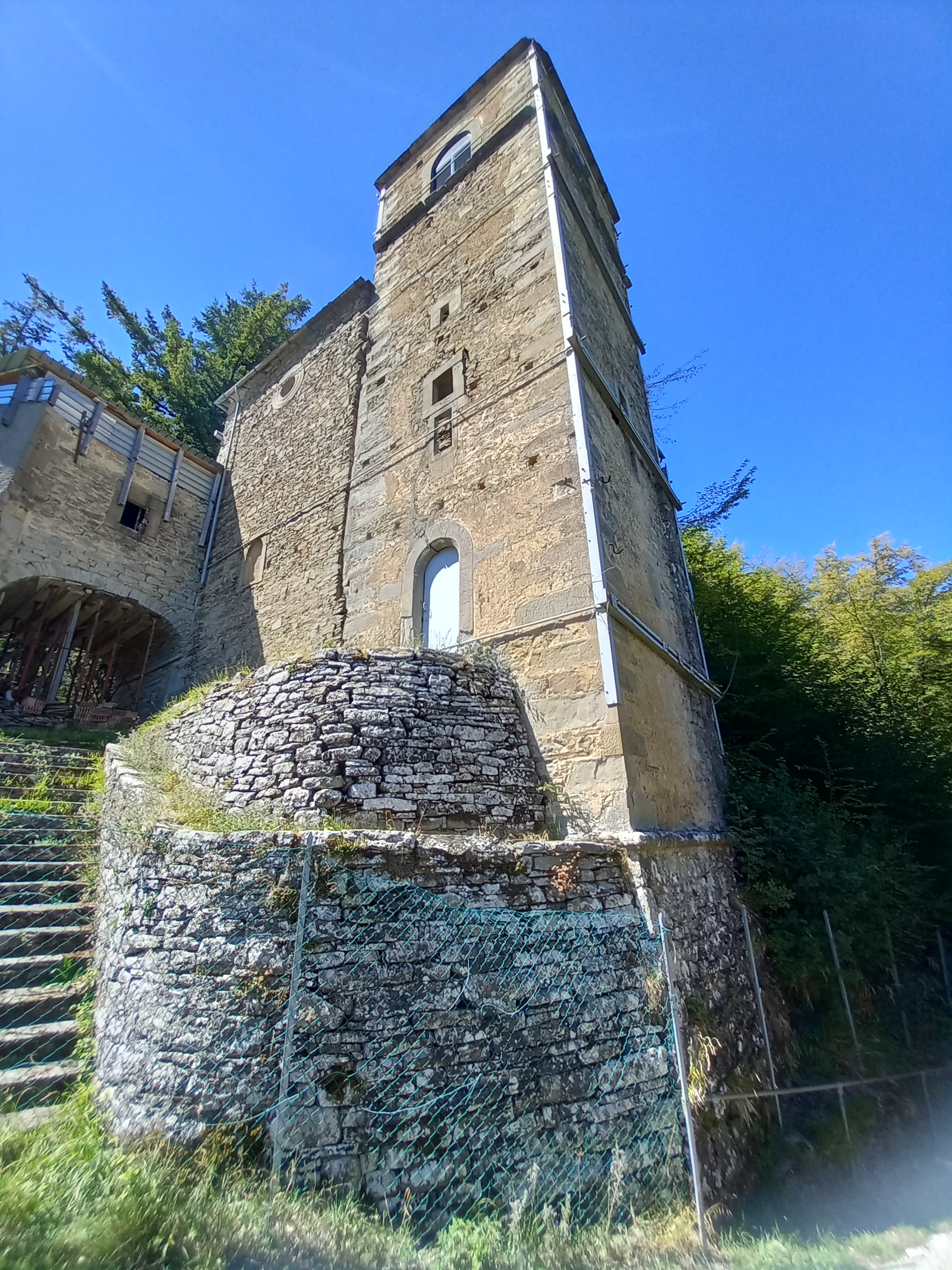
Le rovine dell'antico castello di Roncoscaglia, ancora oggi visibili (2022)

La chiesa di San Giovanni Battista di Roncoscaglia fu dunque costruita sulle rovine dell'antico castello di cui oggi è ancora visibile la base del mastio; i materiali di costruzione di quest’ultimo furono reimpiegati per la fondazione dell'edificio sacro.
Una delle poche date certe riguardanti la costruzione dell’edificio è fornita da una iscrizione posta sul campanile, che testimonia l’anno in cui questo fu ultimato: il 1462.
La sua consacrazione risale al 1517 e nel corso dei secoli subì numerose modifiche ed ampliamenti.
Il luogo scelto per la costruzione della chiesa è dovuto anche alla vicinanza al borgo abitato: in questo modo l’edificio era più facilmente raggiungibile rispetto all’antica chiesa parrocchiale, successivamente ridotta ad oratorio, di San Biagio.

## Affreschi
Accedendo all'interno dell'edificio sacro dal portale principale, sul lato sinistro, era presente un ciclo di affreschi tardomedievale dedicato alla vita del santo, conservato presso i Musei della Rocca di Sestola.
Il ciclo decorativo risale al XV secolo e l'autore è sconosciuto.
La parete su cui il ciclo di affreschi era collocato venne coperta da uno strato di scialbatura di intonaco nel 1796, per sottrarre il ciclo al trafugamento o alla distruzione da parte dei soldati francesi durante la campagna napoleonica d'Italia.
Gli affreschi furono riscoperti nel 1857 in pessime condizioni, come dimostra una documentazione fotografica del 1886.
Al momento del rinvenimento il ciclo pittorico risultava incompleto: questo perché, probabilmente in epoca ottocentesca quando gli affreschi non erano visibili, fu aperta una cappella sul fondo della parete, provocando la distruzione della parte finale del ciclo.

Gli studiosi non escludono, inoltre, che il ciclo di affreschi potesse essere costituito da altre scene, oggi andate perdute.

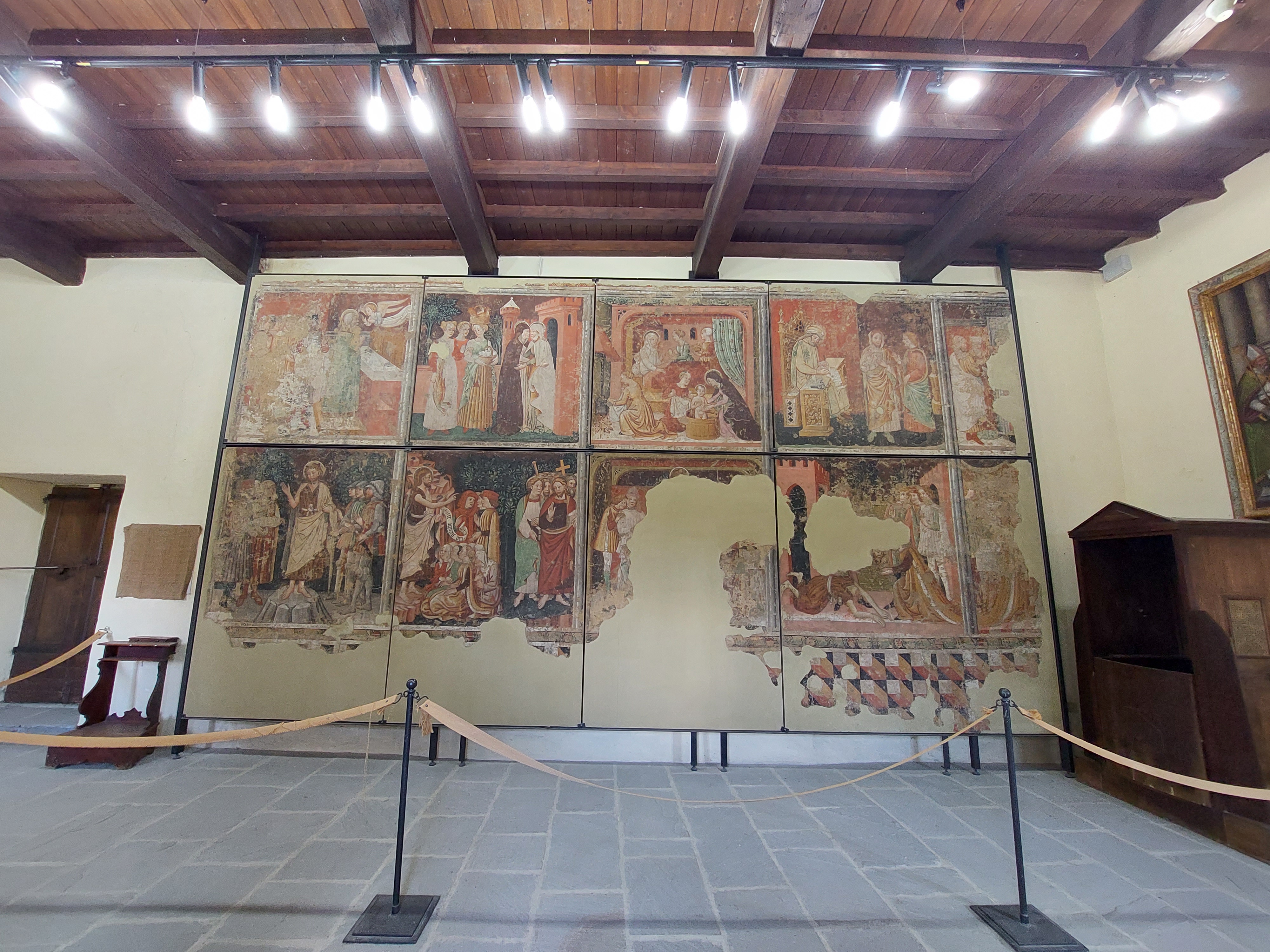
Il ciclo di affreschi di San Giovanni Battista, conservato presso i Musei della Rocca di Sestola

Il ciclo di affreschi di Roncoscaglia è suddiviso in dieci scene poste su due livelli:
1. Zaccaria e l'Arcangelo
2. La Visitazione di Maria a Elisabetta
3. La Natività di san Giovanni
4. Zaccaria riacquista la voce
5. Scena incompleta
6. San Giovanni Battista inizia a predicare
7. San Giovanni Battista presenta Cristo come l'Agnello di Dio
8. San Giovanni Battista al cospetto di Erode
9. La decollazione del Battista
10. Scena incompleta